# ATP Challenger Pensa
Das ATP Challenger Pensa (offizieller Name: Penza Cup) war ein von 2006 bis 2012 jährlich stattfindendes Tennisturnier in Pensa. Es war Teil der ATP Challenger Tour und wurde im Freien auf Hartplatz ausgetragen. Im Einzel gelangen Benedikt Dorsch und Michail Kukuschkin jeweils zwei Titel. Im Doppel gelang dies Nikolaus Moser, Alexander Kudrjawzew, Michail Jelgin und Denis Istomin.

## Liste der Sieger

### Einzel
| Jahr | Sieger                 | Finalgegner           | Ergebnis       |
| ---- | ---------------------- | --------------------- | -------------- |
| 2012 | Illja Martschenko      | Jewgeni Donskoi       | 7:5, 6:3       |
| 2011 | Arnau Brugués Davi     | Michail Kukuschkin    | 4:6, 6:3, 6:2  |
| 2010 | Michail Kukuschkin (2) | Konstantin Krawtschuk | 6:3, 6:73, 6:3 |
| 2009 | Michail Kukuschkin (1) | Illja Martschenko     | 6:4, 6:2       |
| 2008 | Benedikt Dorsch (2)    | Serhij Stachowskyj    | 1:6, 6:4, 7:66 |
| 2007 | Benedikt Dorsch (1)    | Michail Ledowskich    | 7:5, 5:7, 6:1  |
| 2006 | Farrux Doʻstov         | Chen Ti               | 5:7, 6:2, 6:4  |

### Doppel
| Jahr | Sieger                                         | Finalgegner                       | Ergebnis          |
| ---- | ---------------------------------------------- | --------------------------------- | ----------------- |
| 2012 | Konstantin Krawtschuk Nikolaus Moser (2)       | Yuki Bhambri Divij Sharan         | 6:75, 6:3, [10:7] |
| 2011 | Arnau Brugués Davi Malek Jaziri                | Serhij Bubka Adrián Menéndez      | 6:76, 6:2, [10:8] |
| 2010 | Michail Jelgin (2) Nikolaus Moser (1)          | Aljaksandr Bury Kiryl Harbazjuk   | 6:4, 6:4          |
| 2009 | Michail Jelgin (1) Alexander Kudrjawzew (2)    | Alexei Kedrjuk Denis Mazukewitsch | 4:6, 6:3, [10:6]  |
| 2008 | Denis Istomin (2) Jewgeni Kirillow             | André Ghem Boy Westerhof          | 6:2, 3:6, [10:6]  |
| 2007 | Alexander Krasnoruzki Alexander Kudrjawzew (1) | Murod Inoyatov Denis Istomin      | 6:1, 4:6, [10:4]  |
| 2006 | Murod Inoyatov Denis Istomin (1)               | Denis Mazukewitsch Artem Sitak    | 6:1, 6:3          |